# Frankie Kazarian
Frank Gerdelman (Palm Springs (Californië), 4 augustus 1977), beter bekend als Frankie Kazarian, is een Amerikaans-Armeense
professioneel worstelaar, die werkzaam was bij de Total Nonstop Action Wrestling.

## In worstelen
- Als Frankie Kazarian
  - Afwerking bewegingen
    - Back to the Future
    - Bicycle kick
    - Flux Capacitor
    - Half nelson choke
    - Wave of the Future

  - Kenmerkende bewegingen
    - Back to belly piledriver
    - Dropkick
    - Hangman's neckbreaker gevolgd door een DDT
    - Jumping high kick

- Als Suicide
  - Afwerking bewegingen
    - DOA (Dead On Arrival)
    - Suicide Solution (Flipping release leg hook belly to back suplex)

  - Kenmerkende bewegingen
    - Headbutt
    - Legsweep
    - Rolling fireman's carry slam
    - Running elbow strike to a cornered opponent
    - Running front dropkick

- Managers
  - Jade Chung
  - Looney Lane
  - Melina
  - SoCal Val
  - Traci
  - C. Edward Vander Pyle

- Bijnamen
  - "The Future"
  - "The K–A–Z"
  - "Mr. Cool"

## Erelijst
- Big Time Wrestling
  - BTW Tag Team Championship (1 keer met Jason Styles)

- California Wrestling Coalition
  - CWC Tag Team Championship (1 keer met Iron Eagle)
  - CWC Heavyweight Championship (1 keer)

- Cauliflower Alley Club
  - Future Legends Award (2005)

- Empire Wrestling Federation
  - EWF Heavyweight Championship (1 keer)
  - EWF Tag Team Championship (1 keer met Josh Galaxy)

- International Wrestling Coalition
  - IWC United States Championship (1 keer)

- Jersey All Pro Wrestling
  - JAPW Light Heavyweight Championship (1 keer)
  - JAPW New Jersey State Championship (1 keer)

- Millennium Pro Wrestling
  - MPW Heavyweight Championship (1 keer)

- Phoenix Championship Wrestling
  - PCW Tag Team Championship (1 keer met Nova)
  - PCW Television Championship (1 keer)

- Pro Wrestling Guerrilla
  - PWG Championship (2 keer)

- Total Nonstop Action Wrestling
  - Fight for the Right Tournament (2007)
  - TNA X Division Championship (4 keer)
  - TNA World Tag Team Championship (3 keer; Super Eric (1x) en Christopher Daniels (2x))

- Ultimate Pro Wrestling
  - UPW Lightweight Championship (1 keer)
  - UPW Tag Team Championship (1 keer met Nova)

- United States Xtreme Wrestling
  - UXW Xtreme Championship (1 keer)

- West Coast Wrestling Alliance
  - WCWA Heavyweight Championship (1 keer)

- Wrestling Observer Newsletter awards
  - Worst Worked Match of the Year (2006) TNA Reverse Battle Royal op TNA Impact!